# Walter Butzek
Walter Butzek, auch Walther Butzek (* 10. Februar 1886 in Laurahütte bei Kattowitz; † 23. März 1965 in Rostock) war ein deutscher Architekt. 

## Biografie
Der Sohn eines Lehrers wurde nach dem Erwerb der Mittleren Reife von seinem Großvater mit der Baubranche vertraut gemacht. Butzek begann eine Maurerlehre und besuchte die Königlich Preußische Baugewerkschule Kattowitz. Ab 1904 arbeitete er zunächst als Bautechniker und Bauführer in seinem Heimatort, später in Berlin-Charlottenburg. 1908 schrieb Butzek sich als „Außerordentlicher Studierender“ an der Technischen Hochschule Stuttgart ein und absolvierte sein Praktikum im Meisteratelier von Theodor Fischer. Nach Abschluss des Studiums arbeitete er in den „Saalecker Werkstätten“. Diese 1903 von Paul Schultze-Naumburg gegründete Architekturwerkstatt war eine wichtige Einrichtung der Reformbewegung des Deutschen Werkbundes und übte großen Einfluss auf Architektur und Design aus.
1912 zog Butzek nach Güstrow in Mecklenburg und arbeitete als freischaffender Architekt. Bis zum Ersten Weltkrieg orientierte er sich an einem vereinfachten Neobarockstil, der in dieser Zeit für die fortschrittliche Reformarchitektur kennzeichnend war. 
Von 1915 bis 1918 diente Butzek als Soldat im Ersten Weltkrieg. Nach seiner Rückkehr arbeitete er zwischen 1919 und 1922 in der Bauberatungsstelle der Landwirtschaftskammer Mecklenburg-Schwerin. 1919 wurde Butzek Mitbegründer der Vereinigung Rostocker Künstler. Ab 1922 war Butzek freischaffender Architekt in Rostock und Vorsitzender des Rostocker Künstlerbundes. In den folgenden Jahren schuf er sowohl bedeutende Wohnensembles als auch Industriebauten im Stil des Neuen Bauens bzw. der Neuen Sachlichkeit. 
Während des Zweiten Weltkriegs diente Butzek von 1940 bis 1942 im besetzten Polen, danach arbeitete er als Gutachter für kriegsbedingte Bauschäden in Rostock. Um der Wohnungsnot zu begegnen, war es nach Kriegsende erforderlich, schnell ausreichend Wohnraum zu schaffen. Hierfür entwickelte Butzek Konzepte für einen rationalisierten Wohnungsbau. Ab 1950 fungierte er als Brigadeleiter im Entwurfsbüro für Hoch- und Industriebau. Er gab diese Stellung 1955 aus gesundheitlichen Gründen auf, war aber noch bis 1958 stellvertretender Chefarchitekt der Stadt Rostock.

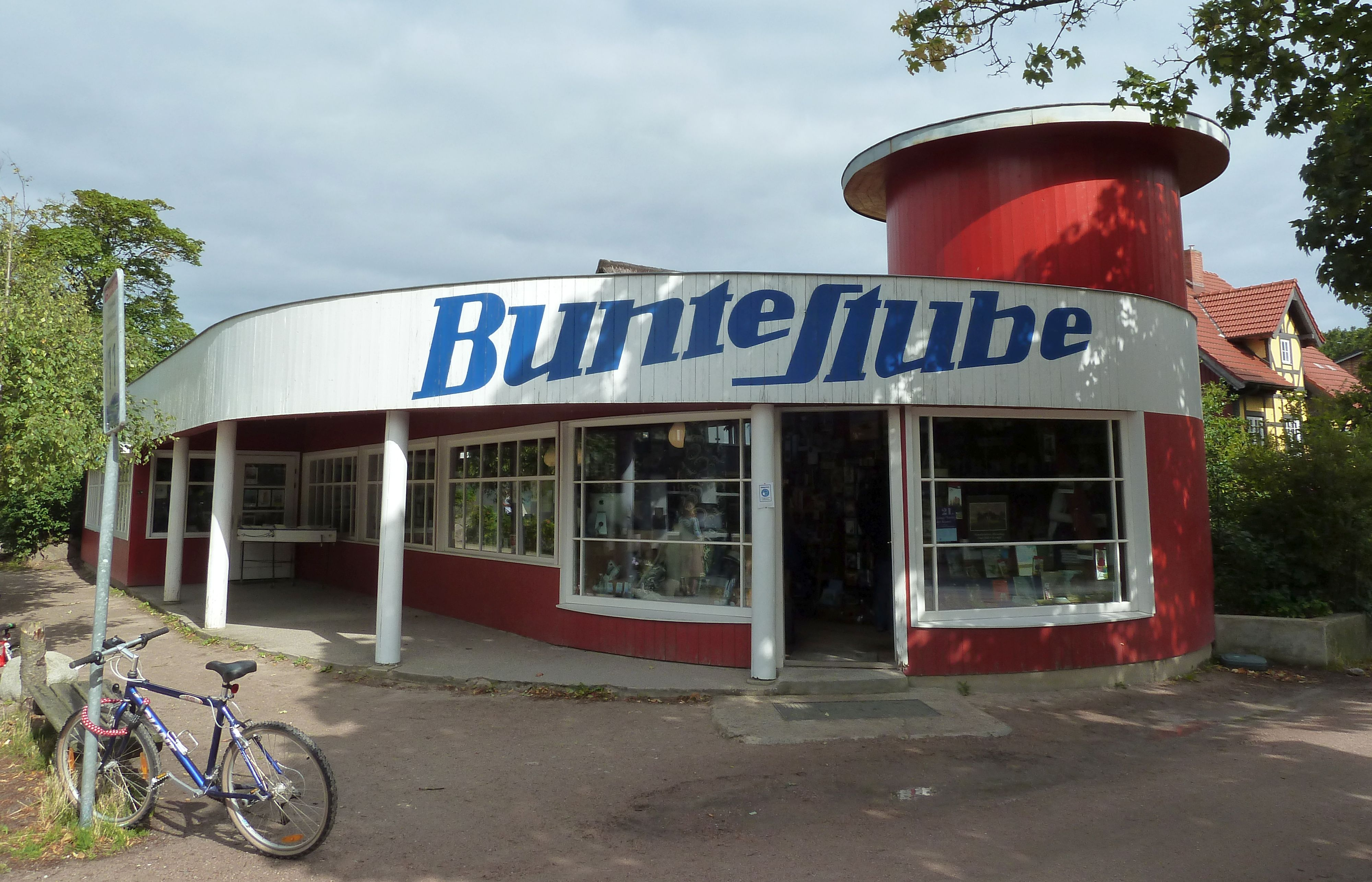
Bunte Stube in Ahrenshoop von 1929 (Ansicht 2021)

## Bauten und Entwürfe
- Hotel Erbgroßherzog in Güstrow
- Palast-Theater in Rostock (1912, später Theater des Friedens)
- Blaues Haus und Einfamilienhäuser in Ahrenshoop
- Bunte Stube in Ahrenshoop (1929)
- Gaststätte „Teepavillon“ in Warnemünde
- Wohnbebauung im Hansaviertel in Rostock
- Wohnungsbau zwischen Dethardingstraße und Saarplatz in Rostock
- Wohnbebauung an der Adolf-Becker-Straße in Rostock
- Innenarchitektur des Kurhauses Warnemünde
- Kosegartensiedlung in Rostock
- Erweiterungsbauten der Brauerei Mahn & Ohlerich in Rostock (1936–1938)
- Umbau der Ausflugsgaststätte Mahn & Ohlerichs Keller in Rostock (1936–1938)
- Konzepte für den rationalisierten Wohnungsbau
- Schiffbauhalle der Warnowwerft in Warnemünde
- Wettbewerbsentwurf für das Kriegerehrenmal in Ribnitz (1926; nicht ausgeführt)
- Kriegerehrenmal in Warnemünde (1927; 1937 als „entartet“ abgerissen)

## Ehrungen
- In Rostock wurde im Ortsteil Dierkow eine Straße nach Walter Butzek benannt.
- An seinem Wohnhaus in der Kosegartenstraße 5 wurde eine Gedenktafel angebracht.